# Bloomfield (Pennsilvània)
Bloomfield és una població dels Estats Units a l'estat de Pennsilvània. Segons el cens del 2000 tenia 1.077 habitants.

## Demografia
Segons el cens del 2000, Bloomfield tenia 1.077 habitants, 396 habitatges, i 255 famílies. La densitat de població era de 770,1 habitants per quilòmetre quadrat.
Dels 396 habitatges en un 29,8% hi vivien nens de menys de 18 anys, en un 51% hi vivien parelles casades, en un 9,6% dones solteres, i en un 35,4% no eren unitats familiars. En el 31,6% dels habitatges hi vivien persones soles el 15,2% de les quals corresponia a persones de 65 anys o més que vivien soles. El nombre mitjà de persones vivint en cada habitatge era de 2,25 i el nombre mitjà de persones que vivien en cada família era de 2,84.
Per edats la població es repartia de la següent manera: un 19,9% tenia menys de 18 anys, un 9,3% entre 18 i 24, un 24,6% entre 25 i 44, un 21,4% de 45 a 60 i un 24,9% 65 anys o més.
L'edat mediana era de 42 anys. Per cada 100 dones de 18 o més anys hi havia 93,9 homes.
La renda mediana per habitatge era de 39.018 $ i la renda mediana per família de 47.500 $. Els homes tenien una renda mediana de 30.781 $ mentre que les dones 24.286 $. La renda per capita de la població era de 17.168 $. Entorn del 6% de les famílies i el 7,6% de la població estaven per davall del llindar de pobresa.

## Poblacions properes
El següent diagrama mostra les poblacions més properes.